# BAFTA (премия, 1981)
34-я церемония вручения наград премии BAFTA

Лучший фильм: 

Человек-слон 

The Elephant Man
< 33-я Церемонии вручения 35-я >
34-я церемония вручения наград премии BAFTA, учреждённой Британской академией кино и телевизионных искусств, за заслуги в области кинематографа за 1980 год состоялась в 1981 году.

## Полный список победителей и номинантов
| Победители выделены отдельным цветом. |

### Основные категории
| Категории                                               | Победитель и номинанты                                        |
| ------------------------------------------------------- | ------------------------------------------------------------- |
| Лучший фильм                                            | • «Человек-слон» — Джонатан Сэнгер                            |
| Лучший фильм                                            | • «Будучи там» — Эндрю Браунсберг                             |
| Лучший фильм                                            | • «Крамер против Крамера» — Стэнли Ричард Джаффе              |
| Лучший фильм                                            | • «Тень воина» — Акира Куросава, Томоюки Танака               |
| Лучшая режиссёрская работа                              | • Акира Куросава — «Тень воина»                               |
| Лучшая режиссёрская работа                              | • Роберт Бентон — «Крамер против Крамера»                     |
| Лучшая режиссёрская работа                              | • Алан Паркер — «Слава»                                       |
| Лучшая режиссёрская работа                              | • Дэвид Линч — «Человек-слон»                                 |
| Лучшая мужская роль                                     | • Джон Хёрт — «Человек-слон»                                  |
| Лучшая мужская роль                                     | • Рой Шайдер — «Весь этот джаз»                               |
| Лучшая мужская роль                                     | • Питер Селлерс — «Будучи там»                                |
| Лучшая мужская роль                                     | • Дастин Хоффман — «Крамер против Крамера»                    |
| Лучшая женская роль                                     | • Джуди Дэвис — «Моя блестящая карьера»                       |
| Лучшая женская роль                                     | • Бетт Мидлер — «Роза»                                        |
| Лучшая женская роль                                     | • Ширли Маклейн — «Будучи там»                                |
| Лучшая женская роль                                     | • Мерил Стрип — «Крамер против Крамера»                       |
| Самый многообещающий дебютант, исполнивший главную роль | • Джуди Дэвис — «Моя блестящая карьера»                       |
| Самый многообещающий дебютант, исполнивший главную роль | • Сония Брага — «Дона Флор и два её мужа»                     |
| Самый многообещающий дебютант, исполнивший главную роль | • Джон Гордон Синклер — «Девушка Грегори»                     |
| Самый многообещающий дебютант, исполнивший главную роль | • Дебра Уингер — «Городской ковбой»                           |
| Лучший сценарий                                         | • «Будучи там» — Ежи Косинский                                |
| Лучший сценарий                                         | • «Аэроплан!» — Дэвид Цукер, Джерри Цукер, Джим Абрахамс      |
| Лучший сценарий                                         | • «Крамер против Крамера» — Роберт Бентон                     |
| Лучший сценарий                                         | • «Человек-слон» — Кристофер де Вур, Эрик Бергрен, Дэвид Линч |

### Другие категории
| Категории                                                          | Победитель и номинанты                                                                            |
| ------------------------------------------------------------------ | ------------------------------------------------------------------------------------------------- |
| Лучшая музыка к фильму                                             | • «Звёздные войны. Эпизод V: Империя наносит ответный удар» — Джон Уильямс                        |
| Лучшая музыка к фильму                                             | • «Битое стекло» — Хэйзел О’Коннор                                                                |
| Лучшая музыка к фильму                                             | • «Слава» — Майкл Гор                                                                             |
| Лучшая музыка к фильму                                             | • «Флэш Гордон» — Queen, Ховард Блэйк                                                             |
| Лучшая операторская работа                                         | • «Весь этот джаз» — Джузеппе Ротунно                                                             |
| Лучшая операторская работа                                         | • «Тень воина» — Такао Сайто, Масахару Уэда                                                       |
| Лучшая операторская работа                                         | • «Человек-слон» — Фредди Фрэнсис                                                                 |
| Лучшая операторская работа                                         | • «Чёрный скакун» — Калеб Дешанель                                                                |
| Лучший дизайн костюмов                                             | • «Тень воина» — Сэйитиро Момосава                                                                |
| Лучший дизайн костюмов                                             | • «Весь этот джаз» — Альберт Вольски                                                              |
| Лучший дизайн костюмов                                             | • «Дон Жуан» — Франц Сальери                                                                      |
| Лучший дизайн костюмов                                             | • «Флэш Гордон» — Данило Донати                                                                   |
| Лучшая работа художника-постановщика                               | • «Человек-слон» — Стюарт Крэйг                                                                   |
| Лучшая работа художника-постановщика                               | • «Весь этот джаз» — Филип Розенберг                                                              |
| Лучшая работа художника-постановщика                               | • «Звёздные войны. Эпизод V: Империя наносит ответный удар» — Норман Рейнолдс                     |
| Лучшая работа художника-постановщика                               | • «Флэш Гордон» — Данило Донати                                                                   |
| Лучший монтаж                                                      | • «Весь этот джаз» — Алан Хейм                                                                    |
| Лучший монтаж                                                      | • «Крамер против Крамера» — Джерри Гринберг                                                       |
| Лучший монтаж                                                      | • «Слава» — Джерри Хэмблинг                                                                       |
| Лучший монтаж                                                      | • «Человек-слон» — Энн В. Коутс                                                                   |
| Лучший звук                                                        | • «Слава» — Крис Ньюман, Лес Уиггинс, Майкл Коут                                                  |
| Лучший звук                                                        | • «Весь этот джаз» — Морис Шелл, Крис Ньюман, Дик Ворисек                                         |
| Лучший звук                                                        | • «Дон Жуан» — Жан-Луи Дюкарм, Жак Момон, Мишель Ненни                                            |
| Лучший звук                                                        | • «Звёздные войны. Эпизод V: Империя наносит ответный удар» — Питер Саттон, Бен Бёртт, Билл Варни |
| Лучший звук                                                        | • «Роза» — Джим Уэбб, Крис МакЛафлин и другие…                                                    |
| Лучший анимационный короткометражный фильм                         | • Les Trois Inventeurs — Мишель Осело                                                             |
| Лучший анимационный короткометражный фильм                         | • Bio Woman — Боб Годфри                                                                          |
| Лучший анимационный короткометражный фильм                         | • The Cube — Камил Пикса                                                                          |
| Лучший анимационный короткометражный фильм                         | • Seaside Woman — Оскар Грилло                                                                    |
| Лучший короткометражный фильм                                      | • Sredni Vashtar — Эндрю Биркин                                                                   |
| Лучший короткометражный фильм                                      | • Box On — Линдси Кленнелл                                                                        |
| Лучший короткометражный фильм                                      | • Dollor Bottom — Роджер Кристиан                                                                 |
| Лучший короткометражный фильм                                      | • Possessions — Эндрю Богл                                                                        |
| Michael Balcon Award за вклад в развитие британского кинематографа | • Кевин Браунлоу — режиссёр, продюсер, сценарист, монтажёр, оператор, актёр                       |
| Academy Fellowship Award                                           | • Абель Ганс — кинорежиссёр, актёр                                                                |
| Academy Fellowship Award                                           | • Майкл Пауэлл — кинорежиссёр, продюсер, сценарист                                                |
| Academy Fellowship Award                                           | • Эмерик Прессбургер — кинорежиссёр, продюсер, сценарист                                          |